# Moncef Ouada
Moncef Ouada (منصف وادة), né le 25 mai 1949 à Kairouan, est un footballeur tunisien.
Actif de 1966 à 1980, essentiellement au sein de la Jeunesse sportive kairouanaise, il évolue au poste d'attaquant comme avant-centre.

## Biographie

### Parcours en club
Après avoir constitué avec Khemaïs Laabidi un duo talentueux chez les jeunes, tous deux accèdent en seniors en 1968-1969 et contribuent à l'accession de la Jeunesse sportive kairouanaise en division 2 puis, quatre ans plus tard, à sa première accession en division nationale. 
Ses qualités de buteur se manifestent et le club, qui avait rétrogradé à la fin de la saison 1973-1974, revient plus fort que jamais, une année après, avec un jeu basé sur les triangulations avec Othman Chehaibi et Laabidi. La Jeunesse sportive kairouanaise domine le championnat en 1976-1977 et permet à Ouada, qui faisait déjà partie de l'équipe nationale, de remporter le titre de meilleur buteur.
Comme de nombreux footballeurs, il est attiré par les clubs des pays arabes du Golfe, où il termine sa carrière. Après sa retraite, il reste proche de son club d'origine et y assume des tâches d'encadrement.

### Parcours en équipe nationale
Moncef Ouada dispute son premier match international contre l'équipe du Maroc, le 14 décembre 1975, dans le cadre des éliminatoires des Jeux olympiques de 1976, et son dernier match le 20 mars 1977 contre l'équipe d'URSS. 
Il marque deux buts en sélection contre l'équipe d'Irak et celle d'Arabie saoudite.

## Palmarès
- Champion de Tunisie en 1977
- Champion de Tunisie de la division 2 Sud en 1972 et 1975
- Champion de Tunisie de la division 3 Centre en 1969
- Meilleur buteur du championnat de Tunisie en 1972
- Meilleur buteur de la division 2 en 1975
- Meilleur buteur de la division 2 Sud en 1972

## Statistiques
- Matchs en championnat de Tunisie : 115 matchs (71 buts)
- Matchs en coupe de Tunisie : 16 matchs (6 buts)
- Matchs en championnat de division 2 : 79 matchs (36 buts)
- Sélections : 10